# Пестов, Алексей Филиппович
Алексе́й Фили́ппович Песто́в (род. 30 марта 1955, Киров) — советский хоккеист, российский тренер.

## Биография
Родился в Кирове, где его первым тренером стал Ю. Н. Саввов. Игровую карьеру начал в кирово-чепецком клубе «Олимпия» в 1973 году. В 1977 году был призван в армию и выступал за клуб УрВО свердловский СКА. После завершения службы остался в Свердловске, перейдя в клуб высшей лиги «Автомобилист». В 1984—1984 году представлял тюменский «Рубин», затем вернулся в Свердловск, где играл за «Луч».
В 1986 году вернулся в Кирово-Чепецк, где был играющим тренером (1986—1987), тренером (1987—1990, 2003—2004), главным тренером (1999—2002, 2004—2006) клуба «Олимпия». В 2001 году вывел команду в Высшую лигу. С 2008 года — тренер ДЮСШ «Союз» в родном Кирове.